# Zlatan Ibrahimović
Zlatan Ibrahimović (Malmö, 3 d'octubre de 1981) és un exfutbolista professional suec, l'últim equip del qual va ser l'AC Milan. És fill de pare bosnià i mare croata.

## Biografia
Nascut a Malmö, on van refugiar-se els seus pares, va començar a jugar al club de la ciutat, el Malmö FF. Va ser Leo Beenhakker qui el va descobrir a les files de l'equip suec i, després de pugnar amb l'Arsenal FC d'Arsène Wenger, el va fitxar pel seu Ajax, a canvi de 9 milions d'euros. A Amsterdam va ser entrenat també per Ronald Koeman, i hi va guanyar dues lligues, una copa i una supercopa en tres temporades.
L'estiu del 2004, la Juventus FC va fitxar-lo per 19 milions d'euros i se'l va endur a Torí, on va tenir Fabio Capello d'entrenador. Va guanyar-hi dues lligues (2005 i 2006), de les quals van ser desposseïts arran de l'anomenat moggigate. Una segona conseqüència d'aquest cas fou el descens de la Juve, cosa que va precipitar la sortida d'Ibrahimović de la Vecchia Signora.
Per 26 milions d'euros va fitxar per l'Inter de Milà, on va aconseguir un suculent contracte. A l'equip llombard va coincidir amb Mancini i amb l'aleshores entrenador, Mourinho. La temporada 2008-09 va marcar 25 gols, que li van suposar el títol de capocannoniere de la lliga italiana, i van ajudar substancialment al seu equip a guanyar l'scudetto.
La matinada del 16 al 17 de juliol de 2009, el màxim mandatari de l'Inter de Milà Massimo Moratti i el president del FC Barcelona Joan Laporta, amb el seu secretari tècnic "Txiki" Begiristain, es reuniren per acordar el traspàs de Zlatan Ibrahimović al club blaugrana, arribant a un acord pel qual el club català pagaria uns 40 milions d'euros més el traspàs de Samuel Eto'o i la cessió d'Alexander Hleb, encara que l'operació no estava tancada. Zlatan Ibrahimović va acceptar ràpidament l'oferta, però Samuel Eto'o va fer endarrerir l'operació, exigint una prima d'uns 10 milions d'euros pel fitxatge. El dijous 23 de juliol es podria tancar l'acord de manera definitiva.
El dijous 23 de juliol, el representant d'Eto'o, Josep Maria Mesalles afirmà que ja havien arribat a un acord amb l'Inter, que "ja estaven tots", i que "l'acord amb l'Inter estava al 100%", però que quedaven detalls administratius per a tancar l'acord. També va negar haver demanat res al FC Barcelona. En tancar el traspàs d'Eto'o, Ibrahimovic també jugà de blaugrana a l'equip que va aconseguir el triplet la temporada 2008-09.
El representant de Zlatan, Mino Raiola, preveia finalitzar el traspàs del jugador suec al FC Barcelona el dissabte 25. El diumenge 26 estava previst l'arribada del jugador a Barcelona per al reconeixement mèdic com a pas previ a l'acord definitiu. El futbolista suec va signar el dia 27 amb el FC Barcelona per 5 temporades, un fitxatge que seria un dels mes cars de la història del Barça. Un cop signat el contracte, el suec va oferir una roda de premsa en la qual va prometre il·lusió, alegria i bons records. Finalment Zlatan va acabar saltant al Camp Nou vestit de curt per a culminar la tradicional presentació davant de 60.000 aficionats blaugranes (un rècord històric en l'entitat blaugrana) donant la benvinguda al nou jugador culer. El 19 d'agost d'aquest mateix any debuta en el Trofeu Joan Gamper, on no va marcar, però va donar bones sensacions.
El 28 d'agost de 2009 jugà com a titular en el partit de la Supercopa d'Europa que enfrontà el Barça contra l'FC Xakhtar Donetsk, que l'equip blaugrana guanyà per 1 a 0 en la pròrroga.
El dissabte 28 d'agost de 2010 va ser traspassat com a cedit durant el període d'1 any a l'AC Milan després de més de cinc hores de reunió conjuntament amb el president del FC Barcelona, Sandro Rosell; amb el vicepresident de l'AC Milan, Adriano Galliani, amb el representant del jugador, Mino Raiola, i finalment el mateix jugador. L'estiu del 2011, l'AC Milan va adquirir el jugador. El 2012 va fitxar pel Paris Saint Germain.

### Vida personal
Ibrahimović és conegut per referir-se sovint a si mateix en tercera persona.

## Clubs i estadístiques
| Club                                    | Div.                                    | Temporada                               | Lliga | Lliga | Lliga  | Copes nacionals | Copes nacionals | Copes nacionals | Tornejos internacionals | Tornejos internacionals | Tornejos internacionals | Total | Total | Total  | Mitja goljadora |
| Club                                    | Div.                                    | Temporada                               | Part. | Gols  | Asist. | Part.           | Gols            | Asist.          | Part.                   | Gols                    | Asist.                  | Part. | Gols  | Asist. | Mitja goljadora |
| --------------------------------------- | --------------------------------------- | --------------------------------------- | ----- | ----- | ------ | --------------- | --------------- | --------------- | ----------------------- | ----------------------- | ----------------------- | ----- | ----- | ------ | --------------- |
| Malmö FF Suècia                         |                                         |                                         |       |       |        |                 |                 |                 |                         |                         |                         |       |       |        |                 |
| 1a                                      | 1999                                    | 6                                       | 1     | 0     | —      | —               | —               | —               | —                       | —                       | 6                       | 1     | 0     | 0,17   |                 |
| 2.ª                                     | 2000                                    | 26                                      | 12    | 1     | 3      | 2               | 0               | —               | —                       | —                       | 29                      | 14    | 1     | 0,48   |                 |
| 1a                                      | 2001                                    | 8                                       | 3     | 2     | 4      | 0               | 0               | —               | —                       | —                       | 12                      | 3     | 2     | 0,25   |                 |
| Total club                              | Total club                              | 40                                      | 16    | 3     | 7      | 2               | 0               | 0               | 0                       | 0                       | 47                      | 18    | 3     | 0,38   |                 |
| Ajax Amsterdam Països Baixos            |                                         |                                         |       |       |        |                 |                 |                 |                         |                         |                         |       |       |        |                 |
| 1a                                      | 2001-02                                 | 24                                      | 6     | 4     | 3      | 1               | 1               | 6               | 2                       | 0                       | 33                      | 9     | 5     | 0,27   |                 |
| 1a                                      | 2002-03                                 | 25                                      | 13    | 1     | 4      | 3               | 0               | 13              | 5                       | 1                       | 42                      | 21    | 2     | 0,50   |                 |
| 1a                                      | 2003-04                                 | 22                                      | 13    | 7     | 1      | 0               | 0               | 8               | 2                       | 0                       | 31                      | 15    | 7     | 0,48   |                 |
| 1a                                      | 2004                                    | 3                                       | 3     | 1     | 1      | 0               | 0               | —               | —                       | —                       | 4                       | 3     | 1     | 0,75   |                 |
| Total club                              | Total club                              | 74                                      | 35    | 13    | 9      | 4               | 1               | 27              | 9                       | 1                       | 110                     | 48    | 15    | 0,44   |                 |
| Juventus FC Itàlia                      |                                         |                                         |       |       |        |                 |                 |                 |                         |                         |                         |       |       |        |                 |
| 1a                                      | 2004-05                                 | 35                                      | 16    | 2     | —      | —               | —               | 10              | 0                       | 3                       | 45                      | 16    | 5     | 0,36   |                 |
| 1a                                      | 2005-06                                 | 35                                      | 7     | 1     | 3      | 0               | 0               | 9               | 3                       | 1                       | 47                      | 10    | 2     | 0,21   |                 |
| Total club                              | Total club                              | 70                                      | 23    | 3     | 3      | 0               | 0               | 19              | 3                       | 4                       | 92                      | 26    | 7     | 0,28   |                 |
| Internazionale Milano Itàlia            |                                         |                                         |       |       |        |                 |                 |                 |                         |                         |                         |       |       |        |                 |
| 1a                                      | 2006-07                                 | 27                                      | 15    | 5     | 2      | 0               | 2               | 7               | 0                       | 1                       | 36                      | 15    | 8     | 0,42   |                 |
| 1a                                      | 2007-08                                 | 26                                      | 17    | 11    | 1      | 0               | 0               | 7               | 5                       | 0                       | 34                      | 22    | 11    | 0,65   |                 |
| 1a                                      | 2008-09                                 | 35                                      | 25    | 7     | 4      | 3               | 1               | 8               | 1                       | 3                       | 47                      | 29    | 11    | 0,62   |                 |
| Total club                              | Total club                              | 88                                      | 57    | 23    | 7      | 3               | 3               | 22              | 6                       | 4                       | 117                     | 66    | 30    | 0,56   |                 |
| FC Barcelona Catalunya                  |                                         |                                         |       |       |        |                 |                 |                 |                         |                         |                         |       |       |        |                 |
| 1a                                      | 2009-10                                 | 29                                      | 16    | 9     | 3      | 1               | 1               | 13              | 4                       | 3                       | 45                      | 21    | 13    | 0,47   |                 |
| 1a                                      | 2010                                    | —                                       | —     | —     | 1      | 1               | 0               | —               | —                       | —                       | 1                       | 1     | 0     | 1,00   |                 |
| Total club                              | Total club                              | 29                                      | 16    | 9     | 4      | 2               | 1               | 13              | 4                       | 3                       | 46                      | 22    | 13    | 0,48   |                 |
| AC Milan Itàlia                         |                                         |                                         |       |       |        |                 |                 |                 |                         |                         |                         |       |       |        |                 |
| 1a                                      | 2010-11                                 | 29                                      | 14    | 12    | 4      | 3               | 0               | 8               | 4                       | 0                       | 41                      | 21    | 12    | 0,51   |                 |
| 1a                                      | 2011-12                                 | 32                                      | 28    | 8     | 4      | 2               | 0               | 8               | 5                       | 4                       | 44                      | 35    | 12    | 0,80   |                 |
| Total club                              | Total club                              | 61                                      | 42    | 20    | 8      | 5               | 0               | 16              | 9                       | 4                       | 85                      | 56    | 24    | 0,66   |                 |
| París Saint-Germain França              |                                         |                                         |       |       |        |                 |                 |                 |                         |                         |                         |       |       |        |                 |
| 1a                                      | 2012-13                                 | 34                                      | 30    | 10    | 3      | 2               | 0               | 9               | 3                       | 7                       | 46                      | 35    | 17    | 0,76   |                 |
| 1a                                      | 2013-14                                 | 33                                      | 26    | 15    | 5      | 5               | 2               | 8               | 10                      | 0                       | 46                      | 41    | 17    | 0,89   |                 |
| 1a                                      | 2014-15                                 | 24                                      | 19    | 6     | 7      | 9               | 1               | 6               | 2                       | 1                       | 37                      | 30    | 8     | 0,81   |                 |
| 1a                                      | 2015-16                                 | 31                                      | 38    | 13    | 10     | 7               | 3               | 10              | 5                       | 3                       | 51                      | 50    | 19    | 0,98   |                 |
| Total club                              | Total club                              | 122                                     | 113   | 44    | 25     | 23              | 6               | 33              | 20                      | 11                      | 180                     | 156   | 61    | 0,87   |                 |
| Manchester United FC Anglaterra         |                                         |                                         |       |       |        |                 |                 |                 |                         |                         |                         |       |       |        |                 |
| 1a                                      | 2016-17                                 | 28                                      | 17    | 5     | 7      | 6               | 1               | 11              | 5                       | 4                       | 46                      | 28    | 10    | 0,61   |                 |
| 1a                                      | 2017                                    | 5                                       | 0     | 0     | 1      | 1               | 0               | 1               | 0                       | 0                       | 7                       | 1     | 0     | 0,14   |                 |
| Total club                              | Total club                              | 33                                      | 17    | 5     | 8      | 7               | 1               | 12              | 5                       | 4                       | 53                      | 29    | 10    | 0,55   |                 |
| Los Angeles Galaxy Estats Units         |                                         |                                         |       |       |        |                 |                 |                 |                         |                         |                         |       |       |        |                 |
| 1a                                      | 2018                                    | 27                                      | 22    | 7     | —      | —               | —               | —               | —                       | —                       | 27                      | 22    | 7     | 0,82   |                 |
| 1a                                      | 2019                                    | 12                                      | 11    | 3     | 0      | 0               | 0               | —               | —                       | —                       | 16                      | 16    | 3     | 0.92   |                 |
| Total club                              | Total club                              | 43                                      | 38    | 10    | 0      | 0               | 0               | 0               | 0                       | 0                       | 43                      | 38    | 10    | 0,90   |                 |
| Estadistiques totals de la seva carrera | Estadistiques totals de la seva carrera | Estadistiques totals de la seva carrera | 557   | 356   | 129    | 71              | 46              | 12              | 142                     | 56                      | 31                      | 769   | 459   | 172    | 0,60            |

Actualitzat el 23/7/2019

## Palmarès

### Campionats estatals
| Títol                        | Club                 | Any     |
| ---------------------------- | -------------------- | ------- |
| Eredivisie                   | Ajax Amsterdam       | 2002    |
| Copa dels Països Baixos      | Ajax Amsterdam       | 2002    |
| Supercopa dels Països Baixos | Ajax Amsterdam       | 2002    |
| Eredivisie                   | Ajax Amsterdam       | 2004    |
| Supercopa d'Itàlia           | Inter de Milà        | 2006    |
| Serie A                      | Inter de Milà        | 2006-07 |
| Serie A                      | Inter de Milà        | 2007-08 |
| Supercopa d'Itàlia           | Inter de Milà        | 2008    |
| Serie A                      | Inter de Milà        | 2008-09 |
| Supercopa d'Espanya          | FC Barcelona         | 2009    |
| Primera Divisió              | FC Barcelona         | 2009-10 |
| Supercopa d'Espanya          | FC Barcelona         | 2010    |
| Serie A                      | AC Milan             | 2010-11 |
| Supercopa d'Itàlia           | AC Milan             | 2011    |
| Ligue 1                      | Paris Saint-Germain  | 2012-13 |
| Supercopa de França          | Paris Saint-Germain  | 2013    |
| Copa de la Lliga francesa    | Paris Saint-Germain  | 2013-14 |
| Ligue 1                      | Paris Saint-Germain  | 2013-14 |
| Supercopa de França          | Paris Saint-Germain  | 2014    |
| Copa de la Lliga francesa    | Paris Saint-Germain  | 2014-15 |
| Ligue 1                      | Paris Saint-Germain  | 2014-15 |
| Copa francesa                | Paris Saint-Germain  | 2014-15 |
| Supercopa de França          | Paris Saint-Germain  | 2015    |
| Ligue 1                      | Paris Saint-Germain  | 2015-16 |
| Copa de la Lliga francesa    | Paris Saint-Germain  | 2015-16 |
| Copa francesa                | Paris Saint-Germain  | 2015-16 |
| Community Shield             | Manchester United FC | 2016    |
| Copa de la Lliga anglesa     | Manchester United FC | 2016-17 |
| Serie A                      | AC Milan             | 2021-22 |

### Campionats internacionals
| Títol                      | Club                 | Any     |
| -------------------------- | -------------------- | ------- |
| Supercopa d'Europa         | FC Barcelona         | 2009    |
| Campionat del Món de Clubs | FC Barcelona         | 2009    |
| Lliga Europa de la UEFA    | Manchester United FC | 2016-17 |

### Distincions individuals
| Distinció                                        | Any  |
| ------------------------------------------------ | ---- |
| Millor jugador de la lliga italiana              | 2005 |
| Millor jugador suec                              | 2005 |
| Millor esportista suec                           | 2007 |
| Atleta de l'any a Suècia                         | 2007 |
| Millor jugador suec                              | 2007 |
| Millor jugador suec                              | 2008 |
| Oscar del calcio al millor gol                   | 2008 |
| Oscar del calcio al millor jugador estranger     | 2008 |
| Oscar del calcio al millor jugador de la Sèrie A | 2008 |